# Falmouth (Cornwall)
Falmouth er en by, sogn og havn ved River Fal på sydkysten af Cornwall i England, Storbritannien. I 2021 havde byen 24.071 indbyggere.
Falmouth blev grundlagt i 1613 af Killigrew-familien på et sted tæt ved hvor Pendennis Castle allerede stod. Den udviklede sig som havneby i flodmundingen Carrick Roads, og voksede større og vigtigere end den i Penryn. I 1800-tallet, efter der var anlagt jernbane til byen, blev turisme vigtigt for økonomien.
I moderne tid er både havnen og turisme fortsat vigtig. I byen ligger National Maritime Museum Cornwall, et af Falmouth Universitys campus samt Falmouth Art Gallery.